# Manuel de Lekuona
Manuel Alejandro Lekuona Etxabeguren (Oyarzun, Guipúzcoa, 9 de febrero de 1894 - Oyarzun, 30 de julio de 1987) fue un sacerdote, lingüista y escritor español, académico vasco de la lengua y director de la Real Academia de la Lengua Vasca y estudioso de la Literatura oral y popular en euskera. Era tío de Juan María Lekuona.

## Infancia y juventud
Nació en el caserío Etxetxiki (traducción aprox. casa pequeña) de Oyarzun (Guipúzcoa) el 9 de febrero de 1894. Fue sobrino de Miguel Antonio Iñarra Mitxelena (1864-1898), sacerdote, escritor en euskera y lingüista que colaboró con Resurrección María de Azkue en la revista Euskaltzale, quien lo influyó a la hora de tomar los hábitos en el seminario de Lekuona y en sus escritos. Estudió el bertsolarismo, el habla dialectal y el patrimonio oral y etnológico local.

## Estudios y primeras obras
Estudió con José Miguel de Barandiarán desde 1904 y en 1914 pasó al seminario, donde escribió con la colaboración de su hermano Martín la obra de teatro Eun Duka, que se estrenaría en el círculo Juventud Integrista de San Sebastián, que posteriormente, en 1921 sería publicada en la revista Antzerti. Trabajó el campo de la poesía y en 1915 fue nombrado profesor de la cátedra en euskera por la diócesis.

## Seminario de Vitoria y la Guerra Civil
Desde 1916 a 1936 fue profesor de lengua y literatura vasca en el Seminario de Vitoria, colaboró en Eusko Folklore como miembro de Eusko Ikaskuntza y en 1933 publicó Gabon Kantak. En 1930 en el Quinto Congreso de Estudios Vascos presentó la ponencia La poesía popular vasca, destacándose como investigador en el ámbito de los Cantares populares. En 1935 publica Literatura oral euskérica en la colección Zabalkundea y traduce al dialecto guipuzcoano obras originales en dialecto laburdino de Barbier y Larzabal Akillomendi.

## Guerra Civil y ocultación en Lasarte
El estallido de la guerra civil española cogió a Manuel de Lekuona en Álava, provincia que quedó controlada desde un inicio por los sublevados. Ya al poco de estallar la rebelión armada se vio que los sublevados eran extremadamente hostiles con el obispo de Vitoria, Mateo Múgica, al que consideraban que era demasiado afín al nacionalismo vasco. Múgica fue amenazado y finalmente expulsado de su diócesis por los sublevados en octubre de 1936, marchando a Roma. La marcha de Múgica dejó a muchos sacerdotes de la diócesis, que como el propio Lekuona simpatizaban con el nacionalismo vasco, especialmente expuestos ante las represalias que pudieran llegar desde el "bando nacional". De Guipúzcoa recibió asimismo la noticia de que los "nacionales" habían fusilado a dos de sus hermanos, Julián y Martín, por el hecho de ser nacionalistas vascos;. Martín Lekuona también era cura, siendo uno de 16 sacerdotes católicos vascos que fueron asesinados por el bando nacional por el hecho de ser militantes o simpatizantes del nacionalismo vasco.  Por todos estos hechos en un momento dado, a principios de diciembre de 1936, Lekuona sintíó peligrar su propia vida al llegar a sus oídos que ciertas personas que se habían significado practicando detenciones en los meses anteriores, habían pasado por el seminario de Vitoria preguntando por él.  El 8 de diciembre partió hacia Lasarte en autobús, vestido de paisano, posiblemente con la intención de pasar a Francia, pero acabó siendo cobijado por el capellán del Convento de las Brígidas de Lasarte, Antonio Abauntz quien le escondió en su casa.
La estancia en el Convento de Lasarte se prolongó casi 4 años y medio. Durante este tiempo, se dedicó a investigar en los archivos del convento y pudo completar varias monografías de historia local;  una dedicada a la historia eclesiástica de Lasarte, La Parroquia de Lasarte (1939); otro sobre El Convento de las Brígidas de Lasarte dedicado a Antonio Abauntz (1941)  y la que consideró su obra principal como historiador Del Oyarzun antiguo,  que se publicaría años más tarde, en 1951.
Una vez finalizada la guerra y pasados los primeros momentos de postguerra, viendo que la situación se iba normalizando, salió de su escondite. Al regularizar su situación con las autoridades civiles y eclesiásticas, fue readmitido para el ejercicio del sacerdocio, pero con la obligación de aceptar un destino fuera del País Vasco, un destierro como castigo por sus posturas idiológicas. Lekuona eligió el destino de Calahorra.  

## Destierro
En 1941 parte a Calahorra, donde permanecerá hasta 1955. En 1948 aparece su obra Iesu Aurraren bizitza, que será publicada a posteriori en la revista Euskera de la Real Academia de la Lengua Vasca. Destacan los siguientes trabajos monográficos en su estancia en Calahorra: 
- La catedral de Calahorra
- La parroquia de Santiago de Calahorra
- Naturaleza de los Santos Mártires de Calahorra

En 1950 es nombrado académico de número de la Real Academia de la Lengua Vasca y pronuncia su discurso Gorotzika'tik Gurutzeaga'ra en Pamplona. Por orden de la Real Academia de la Lengua Vasca se encarga de la cuarta reedición de Gero de Axular que prologó (1954). Colabora en la revista Egan con poesías como:
- I. Belenen
- II. Bizia Maite-irria
- III. Tanzlied

## La vuelta al País Vasco
En 1956 vuelve a Andoáin, donde es acogido por las Jesuitinas y donde permanecería hasta 1975. Son sus años más activos, empuja la divulgación de la cultura vasca y el estudio de la historia eclesiástica. El Concilio Vaticano II le traerá más tareas, pues es admitido el uso de las lenguas vernáculas en la liturgia y es nombrado Director del equipo de traductores de los Textos Litúrgicos al euskara. Publica dos trabajos metodológicos de gran importancia en la investigación:
- Escollos de nuestra historiografía
- Euskalerria Historiaren sarreran

Colabora en el Boletín de la Real Sociedad Bascongada de Amigos del País con varios artículos, para reaparecer en la revista Egan con Jesusen jaiotza edertian, Romanikoa Gipuzkoan y Orixeren Euskaltzaindia sartzea. No deja a un lado su labor de historiador y estudioso del folclore y colabora con numerosos artículos en:
- RIEV
- Euskalarriaren Alde
- Eusko-Folclore
- Euskera
- Egan
- Euzko Gogoa
- El Bidasoa
- Rioja
- Oiarso
- Príncipe de Viana
- Berceo
- Anuario del Seminario de Filología Vasca «Julio de Urquijo»
- Munibe
- Kardaberaz Bazkuna
- Jaunaren Deia, Aránzazu
- Estudios de Deusto
- Gure Herria
- Fontes Linguae Vasconum
- Cuadernos de Etnología y Etnografía de Navarra
- Cuadernos de Sección «Hizkuntza eta Literatura» y «Artes Plásticas y Monumentales» de Eusko Ikaskuntza.

## Presidencia de la Real Academia de la Lengua Vasca y jubilación
Con la muerte de José María de Lojendio en 1967 es elegido presidente de la Real Academia de la Lengua Vasca (Euskaltzaindia) y en sus tres años de presidencia se da inicio a la unificación del registro escrito, que daría como fruto el euskera batúa, a su vez causa del alejamiento de este de la Academia.
En 1975 vuelve a Oyarzun y dedica sus últimos años a la publicación de sus Obras Completas. Durante estos años recibe distintos reconocimientos:
- Doctor honoris causa de la Universidad Teológica del Norte de España (1980).
- Medalla de Oro de la Provincia de Guipúzcoa y el título de Hijo Predilecto (1980).
- Premio Manuel Lekuona de la Sociedad de Estudios Vascos.
- Miembro de honor de la Asociación de Bertsolaris (1987).
- Investigador y Amigo de Número de la Real Sociedad Bascongada de Amigos del País.
- Cruz del Árbol de Gernika (póstuma) del Gobierno Vasco.
- Hijo Predilecto de Oyarzun (póstuma).

Muere en 30 de julio de 1987 en Oyarzun.